# Monchi
Ramón Rodríguez Verdejo (San Fernando, 20 september 1968), beter bekend als Monchi, is een Spaans voormalig voetballer die als zijn gehele carrière als doelman speelde bij Sevilla FC. Van die club was hij later ook technisch directeur. 

## Spelerscarrière
Monchi doorliep de jeugdopleiding van Sevilla, en debuteerde in 1988 voor het tweede elftal van de club, Sevilla Atlético.  
In 1991 maakte hij zijn debuut voor het eerste in de competitiewedstrijd tegen Real Sociedad (1-1).
Monchi stopte in 1999 op slechts 30-jarige leeftijd.

## Bestuurlijke carrière
In 2000 werd Monchi aangesteld als technisch directeur van Sevilla. Onder zijn leiding werden spelers als Daniel Alves en Ivan Rakitić binnengehaald en met veel winst verkocht.
In 2017 vertrok hij bij Sevilla, waarna hij in dezelfde functie aan de slag ging bij AS Roma. Zijn vierjarig contract diende hij echter niet uit, want twee jaar later keerde hij terug bij Sevilla als technisch directeur. In 2023 ging Monchi aan de slag bij het Engelse Aston Villa.